# Scarlet Records
Scarlet Records ist ein italienisches Plattenlabel, das zurzeit unter anderem Bands wie Disarmonia Mundi, Dark Moor, Terror 2000 und Thy Majestie beherbergt. Es ist auf Metal spezialisiert.

## Aktuelle Bands (Auswahl)
Folgende Bands und Interpreten stehen aktuell bei Scarlet Records unter Vertrag:
| - Allhelluja - Band of Spice - Dark Moor - DGM - Disarmonia Mundi - Eldritch - Extrema - Hatesphere - Kayser - Labyrinth - Mastercastle - Necrodeath - Oceans of Sadness | - Olympos Mons - Reinforcer - Sawthis - Shaman - Skeletoon - Skyclad - Solar Fragment - Stormlord - Terror 2000 - Thy Majestie - Vision Divine |

## Frühere Bands
Einige Bands, die früher Alben bei Scarlet Records veröffentlicht haben:
| - Aborym - Agent Steel - Arachnes - Barcode - Blinded Colony - Cadaveria - Dragonhammer - Frozen Crown | - Hatesphere - Invocator - Lords of Decadence - Manticora - Raza de Odio - Subzero - Tyrant Eyes |